# Empty (Garbage)
Empty è un singolo del gruppo musicale statunitense-scozzese Garbage, pubblicato il 20 aprile 2016 come primo estratto dal sesto album in studio Strange Little Birds.

## Descrizione
Il brano, una canzone rock elettronica, è stato scritto e prodotto dallo stesso gruppo musicale.

## Video musicale
Il video musicale, diretto da Samuel Bayer, è stato pubblicato il 23 maggio 2016 attraverso il canale YouTube del gruppo musicale. Il video mostra il gruppo che suona in una stanza con vari effetti di luce colorata e la presenza di coriandoli in alcune scene. Ci sono alcune parti in cui la telecamera ruota attorno a Shirley Manson e agli altri membri della band. Un montaggio alternativo del video è stato caricato sul suo sito web dal video editor Michael Mees.

## Tracce
Testi e musiche di Duke Erikson, Shirley Manson, Steve Marker e Butch Vig.
1. Empty – 3:54

## Classifiche
| Classifica (2016)         | Posizione massima |
| ------------------------- | ----------------- |
| Stati Uniti (alternative) | 39                |